# Башибос
Башибос (мкд. Башибос, тур. Bahçebosu) је насеље у Северној Македонији, у југоисточном делу државе. Башибос је насеље у оквиру општине Валандово.

## Географија
Башибос је смештен у југоисточном делу Северне Македоније, близу државне границе са Грчком (5 km источно од села). Од најближег града, Валандова, насеље је удаљено 12 km источно.
Насеље Башибос се налази у историјској области Бојмија. Насеље је положено у јужној подгорини планине Беласице, на приближно 280 метара надморске висине. 
Месна клима је измењена континентална са значајним утицајем Егејског мора (жарка лета).

## Становништво
Башибос је према последњем попису из 2002. године имао 170 становника. По попису из 1994. године насеље је имало 202 становника.
Већинско становништво у насељу су Турци.
Претежна вероисповест месног становништва је ислам.